# Chinese begrafenis

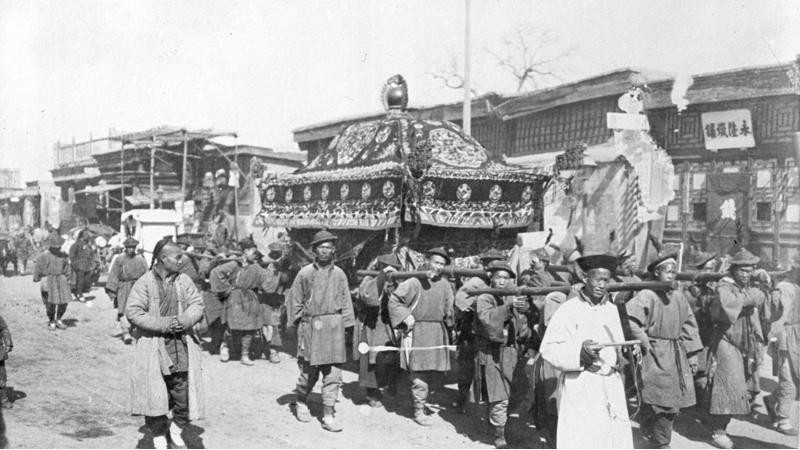
Begrafenis in China, anno 1900

Een Chinese begrafenis is een begrafenis volgens de Chinese gewoontes en rituelen.
Wit is in China de kleur van rouw, droefenis en dood. Daarom dragen Chinese vrouwen tijdens het huwelijk meestal geen witte bruidsjurk.
Chinese begrafenissen kan men indelen volgens religie. De meest voorkomende zijn daoïstische en boeddhistische. Door toenemende islamisering en kerstening van Chinezen zijn er ook islamitische, protestantse en rooms-katholieke begrafenissen en begraafplaatsen.
In grote Chinese steden worden vaak heuvels en bergen gebruikt om de doden te begraven. In traditionele kringen wordt er bij een overlijden in de familie een blauwe of een witte lampion boven de voordeur gehangen.
De begraven overledenen worden na een bepaalde periode opgegraven en alsnog gecremeerd, maar eerst worden de 206 beenderen van het skelet geteld door een beenderenteller. Crematie bestaat al lang in de Chinese cultuur. De urn wordt meestal in een rouwmuur in een tempel geplaatst. Dit gebruikt is vooral in Zuidelijk China gangbaar.
Het Qingmingfestival en Chongyangfestival zijn dagen waarop Chinese families hun overleden familieleden herdenken.
Er bestaat ook een festival dat overledenen herdenkt die gestorven zijn door moorden of ongelukken of die geen familieleden meer hebben die voor hen wierook opsteken. Dat festival vindt plaats in de hele zevende maand van de Chinese kalender en wordt door westerlingen "Hongerige geestenfestival" genoemd. Er wordt in de hele maand wierook en geld in brand gestoken voor de ongelukkig gestorvenen. Het is van oorsprong een boeddhistisch feest. Het verhaal gaat dat er vroeger een monnik was, die op een avond zijn overleden moeder zag. Hij was bedroefd doordat moeders geest honger had en het eten van haar zoon niet kon eten. Zijn moeder zei dat ze niet de enige was die honger had. Om de geesten van hun honger af te helpen, ontstaken mensen wierook en verbrandden papiergeld. Geesten aten immers alleen wierook en konden alleen verbrand dodengeld gebruiken.
Vele traditionele Chinezen vinden het taboe om over de dood of overledenen te praten, omdat dit droefheid kan opwekken of ongelukken kan veroorzaken.

## Chinese taoïstische begrafenis
Bij taoïstische begrafenissen, Qingmingfestival en Hongerige geestenfestival worden er papieren strookjes verbrand voor de overledene(n). Vele niet-Chinezen veronderstellen dat deze gelden als geluksgeld maar in de Chinese cultuur bestaat geen gelukspapier; eigenlijk is het dodengeld. Dodengeld wordt ook verbrand zodat overledenen het in het hiernamaals kunnen gebruiken. Wie dit geld op de grond aantreft, moet het nooit oprapen of naar huis meenemen, want dat brengt ongeluk. Ook worden, tot welzijn van de overledene, papieren huizen, auto's, boten, goudstaven, papieren werksters etc. verbrand. Tijdens daoïstische begrafenissen worden taoïstische priesters gehuurd, die gebeden voor de overledene chanten.

## Chinese boeddhistische begrafenis

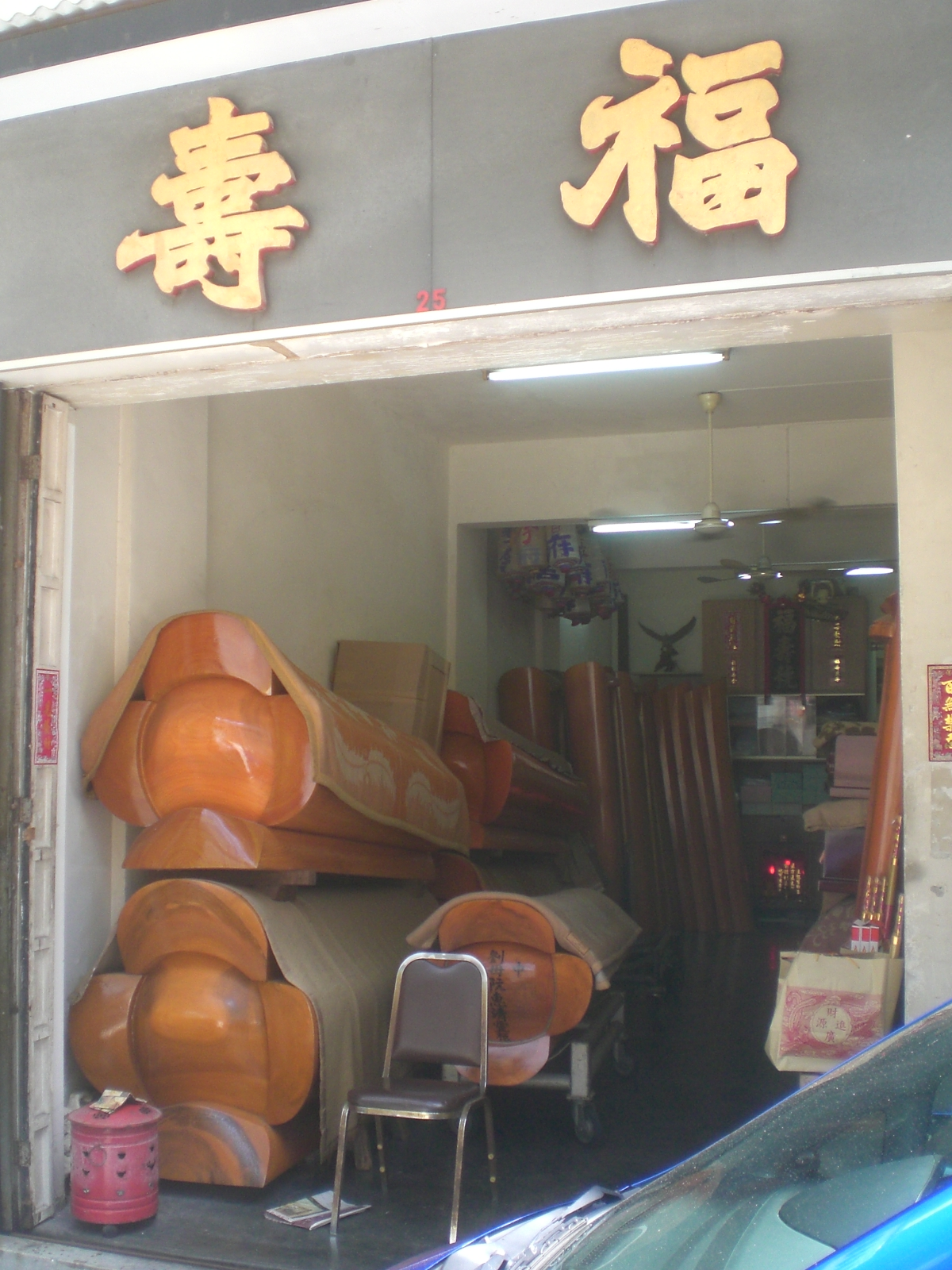
Winkel met Chinees-boeddhistische doodskisten

Boeddhistische doodskisten zijn nooit balkvormig, maar hebben aan de korte zijkant een vorm van een lotus, die het boeddhisme symboliseert. Bij boeddhistische begrafenissen worden boeddhistische monniken gehuurd om gebeden voor de overledene te chanten.